# Levențivka, Ciutove
Levențivka (în ucraineană Левенцівка) este un sat în comuna Vilhuvatka din raionul Ciutove, regiunea Poltava, Ucraina.

## Demografie
Componența lingvistică a localității Levențivka
     Ucraineană (90,41%)
     Rusă (7,53%)
     Belarusă (1,37%)
Conform recensământului din 2001, majoritatea populației localității Levențivka era vorbitoare de ucraineană (90,41%), existând în minoritate și vorbitori de rusă (7,53%) și belarusă (1,37%).